# Češkoslovaška brigada »Jan Žiška«
Češkoslovaška brigada »Jan Žiška« (srbohrvaško: Čehoslovačka brigada) je bila brigada v sestavi Narodnoosvobodilne vojske in partizanskih odredov Jugoslavije in ki je delovala med drugo svetovno vojno na področju Kraljevine Jugoslavije.

## Organizacija
- štab
- 2x bataljon